# 레이디 수잔

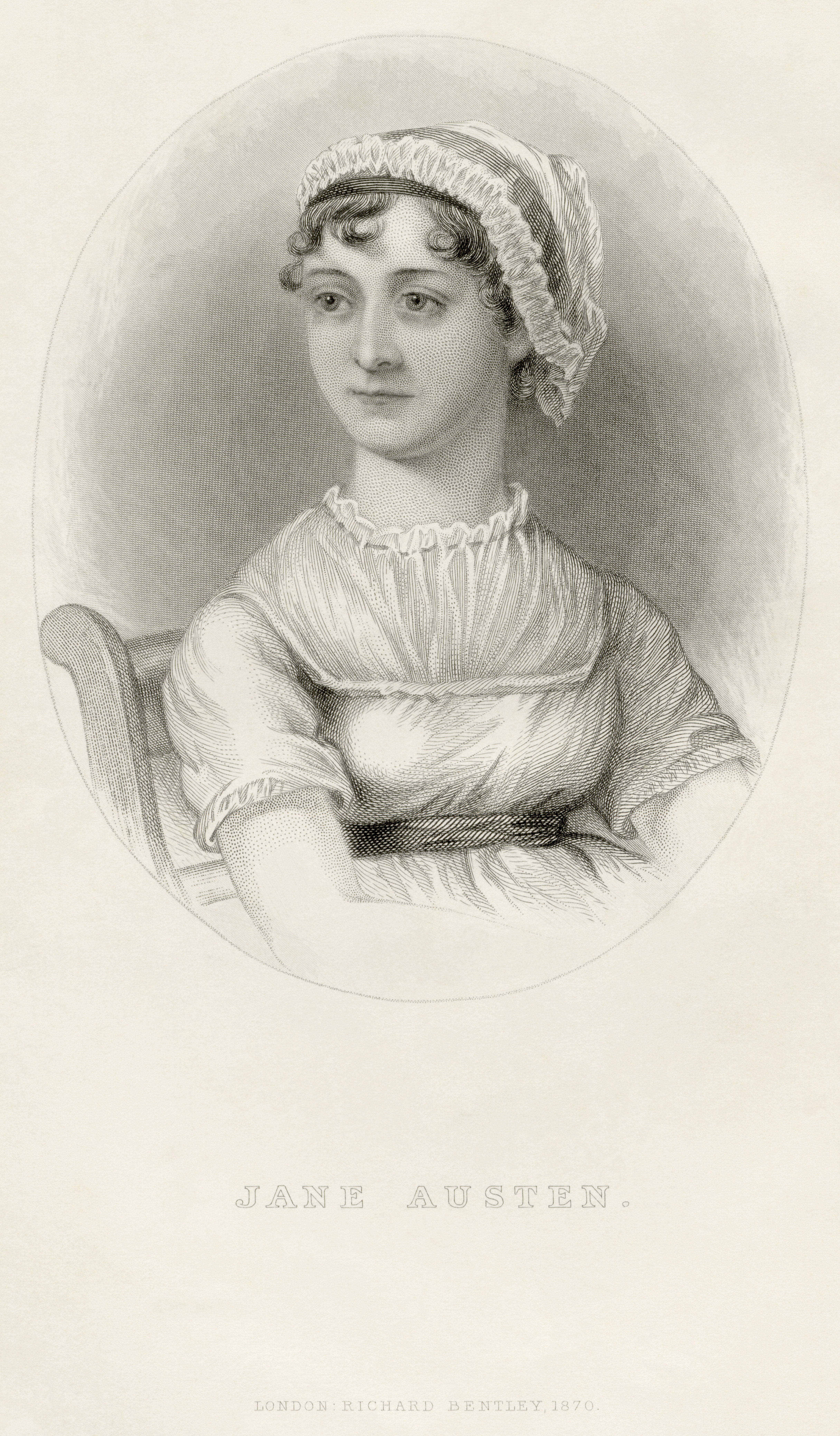

《레이디 수잔》(영어: Lady Susan)은 제인 오스틴의 소설이다.